# Nati nel 1994/Febbraio
| Questa pagina contiene informazioni ricavate automaticamente dalle voci biografiche con l'ausilio del template Bio e di un bot. L'aggiornamento è periodico e automatico e ricostruisce completamente la pagina. Se manca una persona in questa lista, sei pregato di non aggiungerla, ma accertati piuttosto che la sua voce biografica contenga il template Bio e che i dati anagrafici siano correttamente compilati. Se il template Bio manca, inseriscilo tu stesso o, in alternativa, metti l'avviso {{tmp\|Bio}} che ne segnala la mancanza. Se i dati riportati sono sbagliati, correggi direttamente la voce biografica; le modifiche saranno visibili in questa lista entro pochi giorni. Per chiarimenti vedi il progetto biografie. La lista contiene solo le 512 persone che sono citate nell'enciclopedia e per le quali è stato implementato correttamente il template Bio. Pagina aggiornata al 10 ago 2025. |

- 1º febbraio - Amara Darboh, ex giocatore di football americano sierraleonese
- 1º febbraio - Uroš Đuranović, calciatore montenegrino
- 1º febbraio - Fatih Erdin, lottatore turco
- 1º febbraio - Enrique Flores, calciatore boliviano
- 1º febbraio - Anna-Lena Friedsam, tennista tedesca
- 1º febbraio - Manami Fujioka, cestista giapponese
- 1º febbraio - Julia Garner, attrice statunitense
- 1º febbraio - Max Merz, ex cestista tedesco
- 1º febbraio - Ibrahima N'Diaye, calciatore senegalese
- 1º febbraio - Mikail Özerler, judoka sloveno
- 1º febbraio - Luke Saville, ex tennista australiano
- 1º febbraio - Talisca, calciatore brasiliano
- 1º febbraio - Harry Styles, cantautore e attore britannico
- 1º febbraio - Teemu Suninen, pilota di rally finlandese
- 1º febbraio - Ryō Yoshizawa, attore e doppiatore giapponese
- 2 febbraio - Isnik Alimi, calciatore macedone
- 2 febbraio - Nick Ansell, calciatore australiano
- 2 febbraio - Dilara Bağcı, pallavolista turca
- 2 febbraio - Borja López, calciatore spagnolo
- 2 febbraio - Caterina Bosetti, pallavolista italiana
- 2 febbraio - Malcom Brown, giocatore di football americano statunitense
- 2 febbraio - Miguel Ângelo Magno Castro, giocatore di calcio a 5 portoghese
- 2 febbraio - Antonius Cleveland, cestista statunitense
- 2 febbraio - Isla Dawn, wrestler britannica
- 2 febbraio - Tomas Dimša, cestista lituano
- 2 febbraio - Mohamed Fathi, calciatore egiziano
- 2 febbraio - Tobias Figueiredo, calciatore portoghese
- 2 febbraio - Hazzuwan Halim, calciatore singaporiano
- 2 febbraio - Elseid Hysaj, calciatore albanese
- 2 febbraio - Fabiola Ibarra, calciatrice messicana
- 2 febbraio - Miriam Kastlunger, ex slittinista austriaca
- 2 febbraio - Mallory McCage, pallavolista statunitense
- 2 febbraio - Aleksandra Mirosław, arrampicatrice polacca
- 2 febbraio - Toriana Patterson, calciatrice giamaicana
- 2 febbraio - Tessa van Schagen, velocista olandese
- 2 febbraio - Vadym Vorošylov, aviatore e militare ucraino
- 2 febbraio - Jonathan Williams, giocatore di football americano statunitense
- 2 febbraio - Alin Ionut Zaharie, ex cestista rumeno
- 3 febbraio - Valerij Bondarenko, calciatore ucraino
- 3 febbraio - Nathan Boothe, cestista statunitense
- 3 febbraio - Yowri Gareginyan, calciatore armeno
- 3 febbraio - Pierre-Yves Hamel, calciatore francese
- 3 febbraio - Johnny Hamilton, cestista trinidadiano
- 3 febbraio - Pauline Hoarau, modella francese
- 3 febbraio - Jordan Ikoko, calciatore congolese (Repubblica Democratica del Congo)
- 3 febbraio - Ivan Kamberipa, calciatore namibiano
- 3 febbraio - Abel Kipchumba, maratoneta e mezzofondista keniota
- 3 febbraio - Evgenij Klimov, saltatore con gli sci e ex combinatista nordico russo
- 3 febbraio - Elmo Lieftink, calciatore olandese
- 3 febbraio - Malaika Mihambo, lunghista tedesca
- 3 febbraio - Yann Randrianasolo, lunghista francese
- 3 febbraio - Aimee Lou Wood, attrice britannica
- 4 febbraio - Unai Bilbao, calciatore spagnolo
- 4 febbraio - Benjamin Declercq, ex ciclista su strada belga
- 4 febbraio - Curt Dizon, calciatore filippino
- 4 febbraio - Giorgi Eristavi, ex calciatore georgiano
- 4 febbraio - Jessica Keiser, snowboarder svizzera
- 4 febbraio - Pablo Larrea, calciatore spagnolo
- 4 febbraio - Quentin Lecoeuche, calciatore francese
- 4 febbraio - Miguel Ángel López, ciclista su strada colombiano
- 4 febbraio - Carlos Julio Martínez, calciatore dominicano
- 4 febbraio - Alem Merajić, calciatore bosniaco
- 4 febbraio - Denise O'Sullivan, calciatrice irlandese
- 4 febbraio - Santiago Ormeño, calciatore messicano
- 4 febbraio - Alexia Putellas, calciatrice spagnola
- 4 febbraio - Fábio Sturgeon, calciatore portoghese
- 4 febbraio - Adrien Tameze, calciatore francese
- 4 febbraio - Josua Tuisova, rugbista a 15 figiano
- 4 febbraio - Marcos Valente, calciatore portoghese
- 4 febbraio - Charles Marcelo da Silva, calciatore brasiliano
- 5 febbraio - Elşan Abdullayev, calciatore azero
- 5 febbraio - Ahmed Barman, calciatore emiratino
- 5 febbraio - Jurij Bavin, calciatore russo
- 5 febbraio - Aparna Brielle, attrice statunitense
- 5 febbraio - Antonio Briseño, calciatore messicano
- 5 febbraio - Andrea Deck, attrice cinematografica, attrice teatrale e doppiatrice statunitense
- 5 febbraio - Julien Fabri, calciatore francese
- 5 febbraio - Ihsan Haddad, calciatore giordano
- 5 febbraio - Francesco Lamon, pistard italiano
- 5 febbraio - Lee Jong-hyeon, cestista sudcoreano
- 5 febbraio - Li Xuanxu, nuotatrice cinese
- 5 febbraio - Saki Nakajima, cantante e ballerina giapponese
- 5 febbraio - Lena Petermann, calciatrice tedesca
- 5 febbraio - Alexis Prince, cestista statunitense
- 5 febbraio - Richard Rejala, giocatore di calcio a 5 paraguaiano
- 5 febbraio - Zheng Saisai, tennista cinese
- 6 febbraio - Eliseu Cassamá, calciatore guineense
- 6 febbraio - Vetle Dragsnes, calciatore norvegese
- 6 febbraio - Charlie Heaton, attore britannico
- 6 febbraio - Moses Ingram, attrice statunitense
- 6 febbraio - Christopher Latham, pistard, ciclista su strada e paraciclista britannico
- 6 febbraio - Liridon Latifi, calciatore albanese
- 6 febbraio - Mie Leth Jans, calciatrice danese
- 6 febbraio - Ariel Mortman, attrice statunitense
- 6 febbraio - Petr Nerad, calciatore ceco
- 6 febbraio - Joakim Nilsson, calciatore svedese
- 6 febbraio - Serhij Nykyforov, lunghista ucraino
- 6 febbraio - Norman Peyretti, calciatore francese
- 6 febbraio - Ġowkas Poġosyan, ex calciatore armeno
- 6 febbraio - Davy Roef, calciatore belga
- 6 febbraio - João Teixeira, calciatore portoghese
- 6 febbraio - Dudu Twito, calciatore israeliano
- 6 febbraio - Ivan Enin, calciatore russo
- 6 febbraio - İbrahim Yılmaz, calciatore turco
- 6 febbraio - Ezequiel Ávila, calciatore argentino
- 7 febbraio - Christopher Antwi-Adjei, calciatore tedesco
- 7 febbraio - Valentin Balint, ex calciatore rumeno
- 7 febbraio - Enrico Caruso, pallanuotista italiano
- 7 febbraio - Nina Christen, tiratrice a segno svizzera
- 7 febbraio - Kimmer Coppejans, tennista belga
- 7 febbraio - Wanderson Costa Viana, calciatore brasiliano
- 7 febbraio - Scott Daly, giocatore di football americano statunitense
- 7 febbraio - Ruth Gbagbi, taekwondoka ivoriana
- 7 febbraio - Xenia Goodwin, attrice e ballerina australiana
- 7 febbraio - Justin Hardee, giocatore di football americano statunitense
- 7 febbraio - Elyes Jelassi, calciatore tunisino
- 7 febbraio - Amadej Maroša, calciatore sloveno
- 7 febbraio - Jimmy Medranda, calciatore colombiano
- 7 febbraio - Raúl Navarro, calciatore spagnolo
- 7 febbraio - José Pastor, attore, musicista e ballerino spagnolo
- 7 febbraio - Marko Pavlovski, calciatore serbo
- 7 febbraio - Jonas Rickaert, ciclista su strada e pistard belga
- 7 febbraio - Elisa Schlott, attrice tedesca
- 7 febbraio - Alessandro Schöpf, calciatore austriaco
- 7 febbraio - Rui Silva, calciatore portoghese
- 7 febbraio - Kyle Sloter, giocatore di football americano statunitense
- 7 febbraio - Brittney Sykes, cestista statunitense
- 7 febbraio - Benjamin Tiedemann Hansen, calciatore danese
- 8 febbraio - Abdoul Ba, ex calciatore mauritano
- 8 febbraio - Mattia Bellini, rugbista a 15 italiano
- 8 febbraio - Mateusz Biskup, canottiere polacco
- 8 febbraio - Hakan Çalhanoğlu, calciatore turco
- 8 febbraio - Erivaldo, calciatore portoghese
- 8 febbraio - Howard García, pallavolista portoricano
- 8 febbraio - Douglas Coutinho, calciatore brasiliano
- 8 febbraio - Thomas Grøgaard, calciatore norvegese
- 8 febbraio - Marko Malenica, calciatore croato
- 8 febbraio - Aġvan Papikyan, calciatore polacco
- 8 febbraio - Dino Špehar, calciatore croato
- 8 febbraio - Vivian Kong, schermitrice hongkonghese
- 8 febbraio - Ingo van Weert, calciatore olandese
- 8 febbraio - Fabian Wiede, pallamanista tedesco
- 8 febbraio - Nikki Yanofsky, cantante canadese
- 8 febbraio - Ángel Zaldívar, calciatore messicano
- 9 febbraio - Rémi Bertellin, giocatore di football americano francese
- 9 febbraio - Marie Bochet, sciatrice alpina francese
- 9 febbraio - Tyler Cavanaugh, cestista statunitense
- 9 febbraio - Claudia Ciccotti, calciatrice italiana
- 9 febbraio - Lucas Eguibar, snowboarder spagnolo
- 9 febbraio - Burak Eşlik, cestista turco
- 9 febbraio - Aita Gasparin, biatleta svizzera
- 9 febbraio - Hidde Jurjus, calciatore olandese
- 9 febbraio - Lazar Marin, calciatore bulgaro
- 9 febbraio - Róbert Mazáň, calciatore slovacco
- 9 febbraio - Madeline Merlo, cantante canadese
- 9 febbraio - Sergio Mosquera, calciatore colombiano
- 9 febbraio - Magomed Musalov, calciatore russo
- 9 febbraio - Milan Pavkov, calciatore serbo
- 9 febbraio - Matías Pérez Acuña, calciatore argentino
- 9 febbraio - Johannes Thiemann, cestista tedesco
- 10 febbraio - José Abella, calciatore messicano
- 10 febbraio - Pərviz Bağırov, pugile azero
- 10 febbraio - Cristina Chirichella, pallavolista italiana
- 10 febbraio - Cristian Dell'Orco, calciatore italiano
- 10 febbraio - Denis Dimitrov, velocista bulgaro
- 10 febbraio - Marcin Flis, calciatore polacco
- 10 febbraio - Kelvin Hoefler, skater brasiliano
- 10 febbraio - Denis Iguma, calciatore ugandese
- 10 febbraio - Evelyn Insam, ex saltatrice con gli sci italiana
- 10 febbraio - Matas Jucikas, cestista lituano
- 10 febbraio - Seulgi, cantante sudcoreana
- 10 febbraio - Gregorio Luperini, calciatore italiano
- 10 febbraio - Roel Mannaart, kickboxer olandese
- 10 febbraio - Remi Matthews, calciatore inglese
- 10 febbraio - Francesca Palumbo, schermitrice italiana
- 10 febbraio - Pedro Paulo Alves Vieira dos Reis, calciatore brasiliano
- 10 febbraio - DeWayne Russell, cestista statunitense
- 10 febbraio - Ryan Sclater, pallavolista canadese
- 10 febbraio - Son Na-eun, cantante, attrice e modella sudcoreana
- 10 febbraio - Oliver Stanisic, calciatore svedese
- 10 febbraio - Robin Vanderbemden, velocista belga
- 10 febbraio - Charlotte Vega, attrice spagnola
- 10 febbraio - Makenzie Vega, attrice statunitense
- 10 febbraio - Galina Višnevskaja, biatleta kazaka
- 11 febbraio - Ismahil Akinade, calciatore nigeriano
- 11 febbraio - Dylan Arnold, attore statunitense
- 11 febbraio - Florian Bauer, bobbista e ex velocista tedesco
- 11 febbraio - Marco Bortolato, martellista italiano
- 11 febbraio - Amida Brimah, cestista ghanese
- 11 febbraio - Luca Garritano, calciatore italiano
- 11 febbraio - João Grosso, cestista portoghese
- 11 febbraio - Dominic Janes, attore statunitense
- 11 febbraio - Amund Grøndahl Jansen, ciclista su strada norvegese
- 11 febbraio - Ali Karimi, calciatore iraniano
- 11 febbraio - Jayron Kearse, giocatore di football americano statunitense
- 11 febbraio - Murda Beatz, produttore discografico, beatmaker e disc jockey canadese
- 11 febbraio - Anfernee Lopena, velocista filippino
- 11 febbraio - Alexandre Guedes, calciatore portoghese
- 11 febbraio - Andreas Petropoulos, cestista greco
- 11 febbraio - Musashi Suzuki, calciatore giapponese
- 11 febbraio - Dansby Swanson, giocatore di baseball statunitense
- 11 febbraio - Simmaco Tartaglione, pallavolista italiano
- 11 febbraio - Joel Untersee, ex calciatore sudafricano
- 11 febbraio - Rodrigo Vasconcelos Oliveira, calciatore brasiliano
- 11 febbraio - Wang Shun, nuotatore cinese
- 11 febbraio - Benjaloud Youssouf, calciatore comoriano
- 11 febbraio - Roman Zobnin, calciatore russo
- 12 febbraio - Teigen Allen, calciatrice australiana
- 12 febbraio - Mauricio Alonso, calciatore uruguaiano
- 12 febbraio - Felipe Aspegren, calciatore colombiano
- 12 febbraio - Levent Ayçiçek, calciatore tedesco
- 12 febbraio - Jonathan Dibben, ex pistard e ciclista su strada britannico
- 12 febbraio - Hamdou Elhouni, calciatore libico
- 12 febbraio - Alex Galchenyuk, hockeista su ghiaccio statunitense
- 12 febbraio - Arman Hall, velocista statunitense
- 12 febbraio - Matteo Imbrò, cestista italiano
- 12 febbraio - Lukas Jäger, calciatore austriaco
- 12 febbraio - Brayan Lucumí, calciatore colombiano
- 12 febbraio - Paxton Lynch, giocatore di football americano statunitense
- 12 febbraio - Anthony Mahoungou, giocatore di football americano francese
- 12 febbraio - Park Su-bin, cantante, compositrice e conduttrice televisiva sudcoreana
- 12 febbraio - Ashley Pérez, ex cestista e allenatrice di pallacanestro statunitense
- 12 febbraio - Gastón Rodríguez Olivera, calciatore uruguaiano
- 12 febbraio - Gregor Sikošek, calciatore sloveno
- 12 febbraio - Luiz Gustavo, calciatore brasiliano
- 13 febbraio - Antonio Bannò, attore italiano
- 13 febbraio - Emanuel Briffa, ex calciatore maltese
- 13 febbraio - Anton Cajtoft, calciatore svedese
- 13 febbraio - Juan Cámara, calciatore spagnolo
- 13 febbraio - Memphis Depay, calciatore olandese
- 13 febbraio - Daniel Dixon, ex cestista e allenatore di pallacanestro statunitense
- 13 febbraio - Patryk Dobek, ostacolista e mezzofondista polacco
- 13 febbraio - Klodian Gino, calciatore albanese
- 13 febbraio - Danzell Gravenberch, calciatore surinamese
- 13 febbraio - Hugo Hofstetter, ciclista su strada francese
- 13 febbraio - Nikola Janković, cestista serbo
- 13 febbraio - Marlon Matheus Lopes do Nascimento, calciatore brasiliano
- 13 febbraio - Christoph Martschinko, calciatore austriaco
- 13 febbraio - Volodymyr Odarjuk, calciatore ucraino
- 13 febbraio - Axel Reymond, nuotatore francese
- 13 febbraio - Dan Taras, ex calciatore moldavo
- 14 febbraio - Kristian Blummenfelt, triatleta norvegese
- 14 febbraio - Paul Butcher, attore statunitense
- 14 febbraio - Shaheed Davis, cestista statunitense
- 14 febbraio - Veronica Fanciulli, velista italiana
- 14 febbraio - David García Zubiria, calciatore spagnolo
- 14 febbraio - Allie Grant, attrice statunitense
- 14 febbraio - Becky Hill, cantautrice britannica
- 14 febbraio - Róbson Januário de Paula, calciatore brasiliano
- 14 febbraio - Terence Kongolo, calciatore olandese
- 14 febbraio - Šimon Krajčovič, cestista slovacco
- 14 febbraio - Kristian Lindberg, calciatore danese
- 14 febbraio - Lucas Morales, calciatore uruguaiano
- 14 febbraio - Srinath Narayanan, scacchista indiano
- 14 febbraio - Marco Perrotta, calciatore italiano
- 14 febbraio - Rodney Purvis, cestista statunitense
- 14 febbraio - Lucio Redivo, cestista argentino
- 14 febbraio - Mirko Salvi, calciatore svizzero
- 14 febbraio - Max Zimmermann, giocatore di football americano tedesco
- 14 febbraio - Julian von Haacke, calciatore tedesco
- 15 febbraio - Willie Atwood, cestista statunitense
- 15 febbraio - Fabjan Beqja, calciatore albanese
- 15 febbraio - Nico Denz, ciclista su strada tedesco
- 15 febbraio - Sandro Djurić, calciatore austriaco
- 15 febbraio - Patrizia Dorsch, ex sciatrice alpina tedesca
- 15 febbraio - Glenn Feidanga, ex cestista centrafricano
- 15 febbraio - Raziel García, calciatore peruviano
- 15 febbraio - Brian Gómez, calciatore argentino
- 15 febbraio - Jin Se-yeon, attrice sudcoreana
- 15 febbraio - Jesse Kriel, rugbista a 15 sudafricano
- 15 febbraio - Luke McCullough, calciatore nordirlandese
- 15 febbraio - Leandro Paiva, calciatore uruguaiano
- 15 febbraio - Gaëtan Paquiez, calciatore francese
- 15 febbraio - Rodolfo Pizarro, calciatore messicano
- 16 febbraio - Edgar Abreu, calciatore portoghese
- 16 febbraio - Erol Erdal Alkan, calciatore olandese
- 16 febbraio - Grégoire Barrère, tennista francese
- 16 febbraio - Annika Beck, ex tennista tedesca
- 16 febbraio - Federico Bernardeschi, calciatore italiano
- 16 febbraio - Filip Bundović, cestista croato
- 16 febbraio - Duo Bujie, mezzofondista e maratoneta cinese
- 16 febbraio - Giulia Ghiretti, nuotatrice e ex ginnasta italiana
- 16 febbraio - Jang Kuk-chol, calciatore nordcoreano
- 16 febbraio - Martin Junaković, cestista croato
- 16 febbraio - Matthew Knight, attore canadese
- 16 febbraio - Ava Max, cantautrice statunitense
- 16 febbraio - Kiril Kulish, attore, cantante e ballerino statunitense
- 16 febbraio - Wallyson Mallmann, calciatore brasiliano
- 16 febbraio - Niko Mattila, cestista finlandese
- 16 febbraio - Philipp Orter, combinatista nordico austriaco
- 16 febbraio - Luciano Parodi, cestista uruguaiano
- 16 febbraio - Junior Ponce, calciatore peruviano
- 17 febbraio - Meirambek Ainagulov, lottatore kazako
- 17 febbraio - Daigo Araki, calciatore giapponese
- 17 febbraio - Mohamed Bentahar, calciatore francese
- 17 febbraio - Virginia Berasi, ex pallavolista italiana
- 17 febbraio - Andreas Bruhn, ex calciatore danese
- 17 febbraio - Cédric Brunner, calciatore svizzero
- 17 febbraio - Diego Caballo, calciatore spagnolo
- 17 febbraio - Kyle Ebecilio, calciatore olandese
- 17 febbraio - Eri Hozumi, tennista giapponese
- 17 febbraio - Jarosław Jach, calciatore polacco
- 17 febbraio - Neilton, calciatore brasiliano
- 17 febbraio - Darien Nelson-Henry, cestista statunitense
- 17 febbraio - Nikola Žižić, cestista montenegrino
- 17 febbraio - Willyan da Silva Barbosa, calciatore brasiliano
- 18 febbraio - Jatavis Brown, giocatore di football americano statunitense
- 18 febbraio - Richard Candido Coelho, calciatore brasiliano
- 18 febbraio - Drew Conner, ex calciatore statunitense
- 18 febbraio - Quentin Dolmaire, attore francese
- 18 febbraio - Alba Gutiérrez, attrice spagnola
- 18 febbraio - Nicolás Freire, calciatore argentino
- 18 febbraio - Andrea Galaverna, pallavolista italiano
- 18 febbraio - Pascal Gregor, calciatore danese
- 18 febbraio - Ana Guerra, cantante spagnola
- 18 febbraio - Benedikt Güttl, cestista austriaco
- 18 febbraio - Haris Hajradinović, calciatore bosniaco
- 18 febbraio - J-Hope, rapper, compositore e produttore discografico sudcoreano
- 18 febbraio - Ross Johnston, hockeista su ghiaccio canadese
- 18 febbraio - John Lundstram, calciatore inglese
- 18 febbraio - Abbubaker Mobara, calciatore sudafricano
- 18 febbraio - Ulrik Munther, cantante svedese
- 18 febbraio - Jesús David Murillo Largacha, calciatore colombiano
- 18 febbraio - Jennifer Onasanya, bobbista olandese
- 18 febbraio - Nili, calciatore spagnolo
- 18 febbraio - Gabriela Schloesser, arciera messicana
- 18 febbraio - Rachele Somaschini, pilota automobilistica italiana
- 18 febbraio - Aaron Stinnie, giocatore di football americano statunitense
- 18 febbraio - Rose Williams, attrice britannica
- 18 febbraio - Hiroki Yokoyama, pattinatore di short track giapponese
- 18 febbraio - Paul Zipser, cestista tedesco
- 18 febbraio - Urszula Łoś, pistard polacca
- 19 febbraio - Blizzy, rapper svedese
- 19 febbraio - Fausto Desalu, velocista nigeriano
- 19 febbraio - Željko Dimitrov, calciatore serbo
- 19 febbraio - Maryna Gąsienica-Daniel, sciatrice alpina polacca
- 19 febbraio - Nikola Ivanović, cestista montenegrino
- 19 febbraio - Laura Oprea, canottiera rumena
- 19 febbraio - Mathilde-Amivi Petitjean, fondista francese
- 19 febbraio - Michal Ranko, calciatore slovacco
- 19 febbraio - Tsubura Satō, ex pallavolista giapponese
- 19 febbraio - Svetlana Tripapina, schermitrice russa
- 19 febbraio - Tiina Trutsi, calciatrice estone
- 19 febbraio - Alan Uryga, calciatore polacco
- 19 febbraio - Brett Walsh, pallavolista canadese
- 20 febbraio - Gabriele Auber, tuffatore italiano
- 20 febbraio - Kateryna Baindl, tennista ucraina
- 20 febbraio - Stephanie Brunner, sciatrice alpina austriaca
- 20 febbraio - Zakaria Draoui, calciatore algerino
- 20 febbraio - Joud Fahmy, judoka saudita
- 20 febbraio - Sofia Henriksson, fondista svedese
- 20 febbraio - Avry Holmes, cestista statunitense
- 20 febbraio - Elvis Kabashi, calciatore albanese
- 20 febbraio - Brigid Kosgei, maratoneta keniota
- 20 febbraio - Aljaž Krefl, calciatore sloveno
- 20 febbraio - Giorgia Lo Bue, canottiera e medica italiana
- 20 febbraio - Imants Marcinkēvičs, slittinista lettone
- 20 febbraio - Davide Marsura, calciatore italiano
- 20 febbraio - Nik'a Sandokhadze, calciatore georgiano
- 20 febbraio - Luis Severino, giocatore di baseball dominicano
- 20 febbraio - Ilaria Spirito, pallavolista italiana
- 20 febbraio - Djibril Zidnaba, calciatore burkinabé
- 20 febbraio - Berïk Şaïxov, calciatore kazako
- 21 febbraio - Marc Austin, triatleta britannico
- 21 febbraio - T.K. Edogi, cestista statunitense
- 21 febbraio - Kevin Escamilla, calciatore messicano
- 21 febbraio - Artem Filimonov, ex calciatore ucraino
- 21 febbraio - Joshua Garnett, giocatore di football americano statunitense
- 21 febbraio - Kristoffer Haugen, calciatore norvegese
- 21 febbraio - Iris Ikangi, cestista italiano
- 21 febbraio - Anna Illés, pallanuotista ungherese
- 21 febbraio - Forrest Lamp, giocatore di football americano statunitense
- 21 febbraio - Marin Marić, cestista croato
- 21 febbraio - Giulia, wrestler giapponese
- 21 febbraio - Charīs Maurias, calciatore greco
- 21 febbraio - Idriss Mhirsi, calciatore tunisino
- 21 febbraio - Tedua, cantautore, rapper e attore italiano
- 21 febbraio - Lenny Nangis, calciatore francese
- 21 febbraio - Hayley Orrantia, attrice e cantante statunitense
- 21 febbraio - Skofka, cantante e rapper ucraino
- 21 febbraio - Wendy, cantante sudcoreana
- 21 febbraio - Tang Haochen, ex tennista cinese
- 21 febbraio - Nicky Van Den Abbeele, calciatrice belga
- 22 febbraio - Mīnas Antōniou, calciatore cipriota
- 22 febbraio - Rémy Boissier, calciatore francese
- 22 febbraio - Peter Bol, mezzofondista australiano
- 22 febbraio - Ricardo Delgado, calciatore lussemburghese
- 22 febbraio - Andrias Eriksen, calciatore faroese
- 22 febbraio - Tayfun Erülkü, cestista turco
- 22 febbraio - Johan Hammar, calciatore svedese
- 22 febbraio - Joey Hunt, giocatore di football americano statunitense
- 22 febbraio - Kayden Jackson, calciatore inglese
- 22 febbraio - Ivica Jurkić, calciatore croato
- 22 febbraio - Markus Kuster, calciatore austriaco
- 22 febbraio - Federica Lavi, pallanuotista italiana
- 22 febbraio - Rachael Leahcar, cantante e compositrice australiana
- 22 febbraio - Mattia Maggio, calciatore italiano
- 22 febbraio - Ilaria Maruotti, pallavolista italiana
- 22 febbraio - Svetlana Mironova, biatleta russa
- 22 febbraio - Arnaud Monkam, calciatore camerunese
- 22 febbraio - Elton Monteiro, calciatore svizzero
- 22 febbraio - Tomislav Mrkonjić, calciatore croato
- 22 febbraio - Nam Joo-hyuk, attore e modello sudcoreano
- 22 febbraio - Robert Ndip Tambe, calciatore camerunese
- 22 febbraio - Park Jung-bin, calciatore sudcoreano
- 22 febbraio - Elfrid Payton, cestista statunitense
- 22 febbraio - Jorge Pombo, calciatore spagnolo
- 22 febbraio - Wilson Rodríguez, ciclista su strada colombiano
- 22 febbraio - Ben Zwiehoff, ciclista su strada e mountain biker tedesco
- 23 febbraio - Little Simz, rapper, cantante e attrice britannica
- 23 febbraio - Ovidiu Bic, calciatore rumeno
- 23 febbraio - Francesco Candussi, cestista italiano
- 23 febbraio - Sabina Ddumba, cantautrice svedese
- 23 febbraio - Dakota Fanning, attrice e modella statunitense
- 23 febbraio - Marta Gałuszewska, cantante polacca
- 23 febbraio - Stefan Kocev, calciatore macedone
- 23 febbraio - Jaka Kolenc, calciatore sloveno
- 23 febbraio - Brian Lozano, calciatore uruguaiano
- 23 febbraio - Bruce Musakanya, calciatore zambiano
- 23 febbraio - Rafa Navarro, calciatore spagnolo
- 23 febbraio - Hélder Nunes, hockeista su pista portoghese
- 23 febbraio - Cameron Palatas, attore statunitense
- 23 febbraio - James Paxton, attore statunitense
- 23 febbraio - Lucas Pouille, tennista francese
- 23 febbraio - Vincent Valentine, giocatore di football americano statunitense
- 23 febbraio - Nevjana Vladinova, ginnasta bulgara
- 23 febbraio - Pirapat Watthanasetsiri, attore televisivo thailandese
- 24 febbraio - Mohamed Obaid Al-Saadi, velocista omanita
- 24 febbraio - Meri Arabidze, scacchista georgiana
- 24 febbraio - Badara Badji, calciatore senegalese
- 24 febbraio - Maurizio Bormolini, snowboarder italiano
- 24 febbraio - Thomas Boudat, pistard e ciclista su strada francese
- 24 febbraio - Faouzi Bourenane, ex calciatore algerino
- 24 febbraio - Dylan Bregeon, pugile francese
- 24 febbraio - Ryan Fraser, calciatore scozzese
- 24 febbraio - Yūhi Fujitani, giocatore di football americano giapponese
- 24 febbraio - Levent Gülen, calciatore svizzero
- 24 febbraio - Raheem Hanley, calciatore inglese
- 24 febbraio - Stanislav Il'nickij, cestista russo
- 24 febbraio - Il'ja Ivaška, tennista bielorusso
- 24 febbraio - Simon Kainzwaldner, slittinista italiano
- 24 febbraio - Laurie Kynaston, attore britannico
- 24 febbraio - Shun Nakamura, calciatore giapponese
- 24 febbraio - Jessica Pegula, tennista statunitense
- 24 febbraio - Amir Rrahmani, calciatore kosovaro
- 24 febbraio - Earl Sweatshirt, rapper, cantautore e produttore discografico statunitense
- 25 febbraio - Ludovic Ajorque, calciatore francese
- 25 febbraio - Mackenzie Arnold, calciatrice australiana
- 25 febbraio - Frank Bartley, cestista statunitense
- 25 febbraio - Eugenie Bouchard, ex tennista e modella canadese
- 25 febbraio - Matthew Brabham, pilota automobilistico australiano
- 25 febbraio - Gustavo Canto, calciatore argentino
- 25 febbraio - Aleh Eŭdakimaŭ, calciatore bielorusso
- 25 febbraio - Mostafa Fathi, calciatore egiziano
- 25 febbraio - Jeremy Hollowell, cestista statunitense
- 25 febbraio - Mike Jones, pilota motociclistico australiano
- 25 febbraio - Eric Lanini, calciatore italiano
- 25 febbraio - Joonas Lehtoranta, cestista finlandese
- 25 febbraio - Chevone Marsh, calciatore giamaicano
- 25 febbraio - Luigi Morciano, pilota motociclistico italiano
- 25 febbraio - Ifeoma Onumonu, calciatrice statunitense
- 25 febbraio - Nick Spires, cestista britannico
- 25 febbraio - Fred VanVleet, cestista statunitense
- 25 febbraio - Federico Zurlo, ex ciclista su strada e ciclocrossista italiano
- 26 febbraio - Tommaso Arrigoni, calciatore italiano
- 26 febbraio - Abdulfattah Asiri, calciatore saudita
- 26 febbraio - Matija Boben, calciatore sloveno
- 26 febbraio - Ahmet Çalık, calciatore turco († 2022)
- 26 febbraio - Cristian Colmán, calciatore paraguaiano
- 26 febbraio - Dino Dolmagić, calciatore serbo
- 26 febbraio - Brandon Gill, politico statunitense
- 26 febbraio - Keeno, disc jockey, polistrumentista e produttore discografico britannico
- 26 febbraio - Jordan King, pilota automobilistico britannico
- 26 febbraio - Kalle Koljonen, giocatore di badminton finlandese
- 26 febbraio - Sik-K, rapper sudcoreano
- 26 febbraio - Tavario Miller, cestista bahamense
- 26 febbraio - Daniel Pearson, ciclista su strada britannico
- 26 febbraio - Bajrang Punia, lottatore indiano
- 26 febbraio - Javier Saiz, cestista argentino
- 26 febbraio - Andri Silberschmidt, imprenditore e politico svizzero
- 26 febbraio - Jacob Trouba, hockeista su ghiaccio statunitense
- 26 febbraio - Anthony Watson, rugbista a 15 britannico
- 27 febbraio - Henri Battilani, allenatore di sci alpino e ex sciatore alpino italiano
- 27 febbraio - Quentin Beunardeau, calciatore francese
- 27 febbraio - Léo Cittadini, calciatore brasiliano
- 27 febbraio - Andrea Fondelli, pallanuotista italiano
- 27 febbraio - Hirata Tomoya, goista giapponese
- 27 febbraio - Hou Yifan, scacchista cinese
- 27 febbraio - Choi Jae-woo, sciatore freestyle sudcoreano
- 27 febbraio - Daniel Lasure, calciatore spagnolo
- 27 febbraio - Victor Lekhal, calciatore francese
- 27 febbraio - Thaylor Lubanzadio, calciatore spagnolo
- 27 febbraio - Mike Matheson, hockeista su ghiaccio canadese
- 27 febbraio - Acinda Panguana, pugile mozambicana
- 27 febbraio - Ovidiu Popescu, calciatore rumeno
- 27 febbraio - Ricardo Ryller, calciatore brasiliano
- 27 febbraio - Carelis Rojas, pallavolista statunitense
- 27 febbraio - Andraž Šporar, calciatore sloveno
- 27 febbraio - Rie Takahashi, doppiatrice e cantante giapponese
- 28 febbraio - Adem Boudjemline, lottatore algerino
- 28 febbraio - Alex Caruso, cestista statunitense
- 28 febbraio - Ghailene Chaalali, calciatore tunisino
- 28 febbraio - Fedrick Dacres, discobolo giamaicano
- 28 febbraio - Jari Huttunen, pilota di rally finlandese
- 28 febbraio - Jake Bugg, cantante, chitarrista e cantautore inglese
- 28 febbraio - Arkadiusz Milik, calciatore polacco
- 28 febbraio - Adil Nabi, calciatore inglese
- 28 febbraio - CJ Okpalobi, giocatore di football americano statunitense
- 28 febbraio - Jenna Potts, pallavolista statunitense
- 28 febbraio - Juan Gabriel Rodríguez, calciatore argentino
- 28 febbraio - Manel Royo, calciatore spagnolo
- 28 febbraio - Dalvin Tomlinson, giocatore di football americano statunitense